# A1 Team Japan
Het A1 Team Japan was een Japans raceteam dat deelnam aan de A1 Grand Prix. Het team werd net als zusterteams Libanon en Portugal gerund door Carlin Motorsport.
In het seizoen 2005-2006 werd in 7 van de 11 raceweekenden deelgenomen. Op Brands Hatch nam Ryo Fukuda deel, op de Lausitzring Hideki Noda en in de overige 5 raceweekenden reed Hayanari Shimoda.